# Vrtiglavica
Vrtiglavica, tudi Vrtoglavica, je kraško brezno na Kaninskih podih, delu Kaninskega pogorja, v Zahodnih Julijskih Alpah na slovenski strani meje med Slovenijo in Italijo. S 603 metri ima najgloblji znani posamezni navpični padec na svetu. Jama je nastala v visokogorski kraški pokrajini; to je kraška pokrajina, ki je bila podvržena pleistocenski ledeniški dejavnosti.
Skupna globina jame je 643 m. Vsebuje enega najvišjih jamskih slapov na svetu; ocenjena višina slapu je 400–440 m. Poleti 1996 so ga odkrili italijanski speleologi, dno jame pa je 12. oktobra 1996 dosegla skupna slovensko-italijanska odprava.